# Teratamblyops gracilura
Teratamblyops gracilura är en kräftdjursart som först beskrevs av W. M. Tattersall 1907.  Teratamblyops gracilura ingår i släktet Teratamblyops och familjen Mysidae. Inga underarter finns listade i Catalogue of Life.